# Красный Пахарь (Ярославская область)
Кра́сный Па́харь — деревня в Волжском сельском округе Волжского сельского поселения Рыбинского района Ярославской области .
Деревня расположена в юго-восточной окрестности города Рыбинск, на правом, северном берегу реки Уткашь, притока Волги. Напротив деревни в устье небольшого левого притока, стоят деревни Зиновьево и Никольское. По восточной окраине Красного Пахаря и Никольского с севера на юг проходит пересекающая Уткашь по мосту дорога из Рыбинска к селу Аксёново, расположенному южнее, на удалении около 1 км от левого берега Уткаши. С восточной стороны этой дороги, также правом берегу, вплотную к Красному Пахарю стоит деревня Фоминское. Ниже по левому берегу деревня Денисьево, а по правому — Скородумово .
На 1 января 2007 года в деревне числилось 30 постоянных жителей . Почтовое отделение Ермаково—Первое  обслуживает в деревне Красный Пахарь 17 домов .